# فهرست حاکمان یزد
فهرست حاکمان یزد اشاره دارد به اسامی افرادی که تحت عنوان والی یا حاکم از طرف دولت مرکزی بر یزد و مناطق اطراف آن حکومت می‌کردند، از این عنوان تا پیش از طرح سمت فرماندار در سال ۱۳۱۴ استفاده می‌شده است.
| فهرست حاکمان                        |               |              |             |                                         |
| نام                                 | شروع          | پایان        | مدت         | دوره                                    |
| خلفای راشدین                        |               |              |             |                                         |
| عمرو بن مغیره                       | نامشخص        | نامشخص       | نامشخص      | عمر بن خطاب                             |
| سلم بن زیاد                         | نامشخص        | نامشخص       | نامشخص      | علی بن ابی‌طالب                          |
| امویان                              |               |              |             |                                         |
| ابوالعلای طوفی                      | نامشخص        | نامشخص       | نامشخص      | هشام بن عبدالملک                        |
| عباسیان                             |               |              |             |                                         |
| محمد زمجی                           | نامشخص        | نامشخص       | نامشخص      | سفاح                                    |
| سهل بن علی                          | نامشخص        | نامشخص       | نامشخص      | نامشخص                                  |
| آل بویه                             |               |              |             |                                         |
| امیر اوحش‌الدین                      | حدود ۳۵۰ هجری | نامشخص       | نامشخص      | نامشخص                                  |
| سلجوقیان (آل کاکویه)                |               |              |             |                                         |
| فرامرز کاکویه                       | حدود ۴۵۰ هجری | ۴۵۵ هجری     | حدود ۱۰ سال | ملکشاه یکم                              |
| علی بن فرامرز                       | ۴۶۲ هجری      | ۴۸۷ هجری     | ۲۵ سال      |                                         |
| گرشاسب دوم                          | ۴۸۸ هجری      | ۵۳۵ هجری     | ۴۷ سال      |                                         |
| سلجوقیان (اتابکان یزد)              |               |              |             |                                         |
| سام پسر وردان‌روز                    | ۵۳۵ هجری      | ۵۸۳ هجری     | ۴۸ سال      |                                         |
| ایلخانیان                           |               |              |             |                                         |
| قاضی شهاب‌الدین بن مسعود باعمران     | ۷۰۰ مهشیدی    | نامشخص       | نامشخص      | غازان خان                               |
| تیموریان                            |               |              |             |                                         |
| امیر جلال‌الدین چقماق شامی           | ۸۳۶ مهشیدی    | نامشخص       | نامشخص      | شاهرخ تیموری                            |
| قراقویونلو                          |               |              |             |                                         |
| امیر نظام‌الدین قنبر جهانشاهی        | ۸۶۱ مهشیدی    | نامشخص       | نامشخص      | جهان‌شاه حقیقی                           |
| صفویان                              |               |              |             |                                         |
| مرادبیک بایندری                     |               |              |             |                                         |
| نعمت‌الله باقی                       |               |              |             |                                         |
| میر میران                           |               |              |             |                                         |
| میرزا شفیع                          |               |              |             |                                         |
| عنایت سلطان بافقی                   |               |              |             | شاه سلطان حسین                          |
| هوتکیان                             |               |              |             |                                         |
| عیسی خان افغان                      |               |              |             | اشرف افغان                              |
| افشاریان                            |               |              |             |                                         |
| فضل‌علی بیک عقدایی                   | ۱۱۴۵ مهشیدی   |              |             | نادرشاه                                 |
| میرزا حسن نائینی                    | ۱۱۴۵ مهشیدی   | ۱۱۴۶ مهشیدی  |             | نادرشاه                                 |
| میرزا رضی خراسانی                   | ۱۱۴۶ مهشیدی   |              |             | نادرشاه                                 |
| محمدرضا بیک اعرج اصفهانی            |               |              |             |                                         |
| نجف‌قلی بیک ترک                      |               |              |             |                                         |
| گرگین خان گرجی (حاکم یزد)           |               |              |             |                                         |
| لطف‌علی خان (حاکم یزد)               |               |              |             |                                         |
| علم خان                             | نامشخص        | ۱۱۶۱ مهشیدی  | نامشخص      |                                         |
| محمد‌تقی خان بافقی                   | ۱۱۶۱ مهشیدی   | ۱۱۶۳ مهشیدی  | ۲           | شاهرخ افشاری                            |
| زندیان                              |               |              |             |                                         |
| محمدتقی خان بافقی                   | ۱۱۶۳ مهشیدی   | ۱۲۰۹ مهشیدی  | ۴۶ سال      | از کریم‌خان زند تا لطفعلی خان زند        |
| میرزا اسماعیل کلانتر                |               |              |             |                                         |
| شاهرخ‌میرزا                          |               |              |             |                                         |
| محمدتقی خان بافقی                   |               |              |             |                                         |
| قاجاریان                            |               |              |             |                                         |
| محمدتقی خان بافقی                   | ۱۲۰۹ مهشیدی   | ۱۲۱۳ مهشیدی  | ۴ سال       | آقامحمدخان قاجار فتحعلی شاه قاجار       |
| زین‌العابدین خان                     | نامشخص        | ۱۲۲۹ مهشیدی  | نامشخص      | فتحعلی شاه قاجار                        |
| عبدالرحیم خان                       | نامشخص        | ۱۲۲۹ مهشیدی  | نامشخص      | فتحعلی شاه قاجار                        |
| میرزا موسی                          | ۱۲۲۹ مهشیدی   | ۱۲۳۰ مهشیدی  | ۱ سال       | فتحعلی شاه قاجار                        |
| آقامحمدزمان خان                     | ۱۲۳۰ مهشیدی   | ۱۲۳۱ مهشیدی  | ۱ سال       | فتحعلی شاه قاجار                        |
| محمدولی میرزا                       | ۱۲۳۱ مهشیدی   | ۱۲۳۶ مهشیدی  | ۵ سال       | فتحعلی شاه قاجار                        |
| سیف‌الدوله                           | ۱۲۳۶ مهشیدی   | ۱۲۵۱ مهشیدی  | ۱۵ سال      | فتحعلی شاه قاجار                        |
| خانلر میرزا احتشام‌الدوله            | ۱۲۵۱ مهشیدی   | ۱۲۵۷ مهشیدی  | ۶ سال       | محمد شاه قاجار                          |
| بهمن میرزا بهاءالدوله               | ۱۲۵۷ مهشیدی   | ۱۲۵۷ مهشیدی  | ۱ سال       | محمد شاه قاجار                          |
| حسین خان نظام‌الدوله                 | ۱۲۵۷ مهشیدی   | ۱۲۵۸ مهشیدی  | ۱ سال       | محمد شاه قاجار                          |
| محمدقاسم خان والی                   | ۱۲۵۸ مهشیدی   | ۱۲۶۳ مهشیدی  | ۵ سال       | محمد شاه قاجار                          |
| دوستعلی خان معیرالممالک             | ۱۲۶۳ مهشیدی   | ۱۲۶۴ مهشیدی  | ۱ سال       | محمد شاه قاجار                          |
| بیژن خان گرجی                       | ۱۲۶۴ مهشیدی   | ۱۲۶۵ مهشیدی  | ۱ سال       | ناصرالدین شاه قاجار                     |
| آقاخان ایروانی                      | ۱۲۶۵ مهشیدی   | ۱۲۶۶ مهشیدی  | ۱ سال       | ناصرالدین شاه قاجار                     |
| شیخعلی خان                          | ۱۲۶۶ مهشیدی   | ۱۲۶۷ مهشیدی  | ۱ سال       | ناصرالدین شاه قاجار                     |
| میرزا عباس خان                      | ۱۲۶۷ مهشیدی   | ۱۲۶۸ مهشیدی  | ۱ سال       | ناصرالدین شاه قاجار                     |
| صاحب دیوان                          | ۱۲۶۸ مهشیدی   | ۱۲۷۵ مهشیدی  | ۷ سال       | ناصرالدین شاه قاجار                     |
| اعتماد‌الدوله                        | ۱۲۷۵ مهشیدی   | ۱۲۷۶ مهشیدی  | ۱ سال       | ناصرالدین شاه قاجار                     |
| حشمت‌الدوله                          | ۱۲۷۶ مهشیدی   | ۱۲۷۸ مهشیدی  | ۲ سال       | ناصرالدین شاه قاجار                     |
| مجدالدوله                           | ۱۲۷۸ مهشیدی   | ۱۲۷۹ مهشیدی  | ۱ سال       | ناصرالدین شاه قاجار                     |
| محمد خان والی                       | ۱۲۷۹ مهشیدی   | ۱۲۸۱ مهشیدی  | ۲ سال       | ناصرالدین شاه قاجار                     |
| تهماسب میرزا مؤیدالدوله و ناظم‌الملک | ۱۲۸۱ مهشیدی   | ۱۲۸۷ مهشیدی  | ۶ سال       | ناصرالدین شاه قاجار                     |
| اسکندر خان                          | ۱۲۸۷ مهشیدی   | ۱۲۸۸ مهشیدی  | ۱ سال       | ناصرالدین شاه قاجار                     |
| نظام‌الملک                           | ۱۲۸۸ مهشیدی   | ۱۲۹۰ مهشیدی  | ۲ سال       | ناصرالدین شاه قاجار                     |
| حسینقلی خان سعدالملک                | ۱۲۹۰ مهشیدی   | ۱۲۹۱ مهشیدی  | ۱ سال       | ناصرالدین شاه قاجار                     |
| محمد خان والی                       | ۱۲۹۱ مهشیدی   | ۱۲۹۲ مهشیدی  | ۱ سال       | ناصرالدین شاه قاجار                     |
| ابراهیم خلیل‌الله خان                | ۱۲۹۲ مهشیدی   | ۱۲۹۶ مهشیدی  | ۴ سال       | ناصرالدین شاه قاجار                     |
| میرزا محمد معدل‌الملک                | ۱۲۹۶ مهشیدی   | ۱۳۰۲ مهشیدی  | ۶ سال       | ناصرالدین شاه قاجار                     |
| سهام‌السلطنه                         | ۱۳۰۲ مهشیدی   | ۱۳۰۴ مهشیدی  | ۲ سال       | ناصرالدین شاه قاجار                     |
| عمادالدوله                          | ۱۳۰۴ مهشیدی   | ۱۳۰۵ مهشیدی  | ۲ سال       | ناصرالدین شاه قاجار                     |
| اقبال‌الملک                          | ۱۳۰۵ مهشیدی   | ۱۳۰۶ مهشیدی  | ۱ سال       | ناصرالدین شاه قاجار                     |
| جلال‌الدوله                          | ۱۳۰۶ مهشیدی   | ۱۳۰۷ مهشیدی  | ۱ سال       | ناصرالدین شاه قاجار                     |
| محمودآقا خان                        | ۱۳۰۷ مهشیدی   | ۱۳۰۹ مهشیدی  | ۲ سال       | ناصرالدین شاه قاجار                     |
| میرزا محمد وزیر یزدی                | ۱۳۰۹ مهشیدی   | ۱۳۱۰ مهشیدی  | ۱ سال       | ناصرالدین شاه قاجار                     |
| جلال‌الدوله                          | ۱۳۱۰ مهشیدی   | ۱۳۱۲ مهشیدی  | ۲ سال       | ناصرالدین شاه قاجار                     |
| اقبال‌الملک                          | ۱۳۱۲ مهشیدی   | ۱۳۱۴ مهشیدی  | ۲ سال       | ناصرالدین شاه قاجار مظفرالدین شاه قاجار |
| عدل‌الدوله                           | ۱۳۱۴ مهشیدی   | ۱۳۱۶ مهشیدی  | ۲ سال       | مظفرالدین شاه قاجار                     |
| سهام‌الملک مهدی‌قلی میرزا             | ۱۳۱۶ مهشیدی   | ۱۳۱۷ مهشیدی  | ۱ سال       | مظفرالدین شاه قاجار                     |
| جلال‌الدوله                          | ۱۳۱۷ مهشیدی   | ۱۳۱۸ مهشیدی  | ۱ سال       | مظفرالدین شاه قاجار                     |
| طهماسب میرزا مویدالدوله             | ۱۳۱۸ مهشیدی   | ۱۳۲۲ مهشیدی  | ۴ سال       | مظفرالدین شاه قاجار                     |
| عدل‌الدوله                           | ۱۳۲۲ مهشیدی   | ۱۳۲۴ مهشیدی  | ۲ سال       | مظفرالدین شاه قاجار                     |
| معظم‌السلطنه کاشی                    | ۱۳۲۴ مهشیدی   | ۱۳۲۵ مهشیدی  | ۲ ماه       | محمدعلی شاه قاجار                       |
| انتظام‌الملک                         | ۱۳۲۵ مهشیدی   | ۱۳۲۶ مهشیدی  | ۱ سال       | محمدعلی شاه قاجار                       |
| عدل‌الدوله                           | ۱۳۲۶ مهشیدی   | ۱۳۲۷ مهشیدی  | ۱ سال       | محمدعلی شاه قاجار                       |
| اسدالله میرزا شهاب‌الدوله            | ۱۳۲۷ مهشیدی   | ۱۳۲۹ مهشیدی  | ۲ سال       | احمد شاه قاجار                          |
| سردار جنگ بختیاری                   | ۱۳۲۹ مهشیدی   | ۱۳۳۱ مهشیدی  | ۲ سال       | احمد شاه قاجار                          |
| ابوالحسن پیرنیا                     | ۱۳۳۱ مهشیدی   | ۱۳۳۲ مهشیدی  | ۱ سال       | احمد شاه قاجار                          |
| منتظم‌الدوله بختیاری                 | ۱۳۳۲ مهشیدی   | ۱۳۳۲ مهشیدی  | ۱ سال       | احمد شاه قاجار                          |
| مرتضی‌قلی خان بختیاری                | ۱۳۳۲ مهشیدی   | ۱۳۳۳ مهشیدی  | ۱ سال       | احمد شاه قاجار                          |
| ضیاء‌الدوله                          | ۱۳۳۳ مهشیدی   | ۱۳۳۴ مهشیدی  | ۱ سال       | احمد شاه قاجار                          |
| امیر معزز                           | ۱۳۳۴ مهشیدی   | ۱۳۳۵ مهشیدی  | ۱ سال       | احمد شاه قاجار                          |
| مهدی‌قلی خان کنگرلو                  | ۱۳۳۵ مهشیدی   | ۱۳۳۵ مهشیدی  | ۱ سال       | احمد شاه قاجار                          |
| اقبال‌السلطان بختیاری                | ۱۳۳۵ مهشیدی   | ۱۳۳۵ مهشیدی  | ۱ سال       | احمد شاه قاجار                          |
| سردار ظفر بختیاری                   | ۱۳۳۵ مهشیدی   | ۱۳۳۷ مهشیدی  | ۲ سال       | احمد شاه قاجار                          |
| امیرحسین خان بختیاری                | ۱۳۳۷ مهشیدی   | ۱۳۳۷ مهشیدی  | ۱ سال       | احمد شاه قاجار                          |
| ابوالحسن پیرنیا                     | ۱۳۳۷ مهشیدی   | ۱۳۴۰ مهشیدی  | ۳ سال       | احمد شاه قاجار                          |
| میرزا سلیمان خان میکده              | ۱۳۴۰ مهشیدی   | ۱۳۴۱ مهشیدی  | ۱ سال       | احمد شاه قاجار                          |
| میرزا فتح‌الله مشیرالممالک           | ۱۳۴۱ مهشیدی   | ۱۳۴۱ مهشیدی  | ۱ سال       | احمد شاه قاجار                          |
| میرزا سلیمان خان سیدالملک           | ۱۳۴۱ مهشیدی   | ۱۳۴۱ مهشیدی  | ۱ سال       | احمد شاه قاجار                          |
| یاور صادق خان                       | ۱۳۴۱ مهشیدی   | ۱۳۴۱ مهشیدی  | ۱ سال       | احمد شاه قاجار                          |
| عباسعلی خان شوکت                    | ۱۳۴۱ مهشیدی   | ۱۳۴۳ مهشیدی  | ۲ سال       | احمد شاه قاجار                          |
| حکومت پهلوی                         |               |              |             |                                         |
| غلامعلی فتوحی                       | ۱۳۰۳ خورشیدی  | ۱۳۰۴ خورشیدی | ۱ سال       | رضا شاه پهلوی                           |
| غلامرضا هدایت                       | ۱۳۰۴ خورشیدی  | ۱۳۰۵ مهشیدی  | ۱ سال       | رضا شاه پهلوی                           |
| سدیدالملک                           | ۱۳۰۵ خورشیدی  | ۱۳۰۶ خورشیدی | ۱ سال       | رضا شاه پهلوی                           |
| علی آقا خان نقدی                    | ۱۳۰۶ خورشیدی  | ۱۳۰۷ خورشیدی | ۱ سال       | رضا شاه پهلوی                           |
| غلامعلی فتوحی                       | ۱۳۰۷ خورشیدی  | ۱۳۰۷ خورشیدی | ۱ سال       | رضا شاه پهلوی                           |
| محمدعلی خان اویسی                   | ۱۳۰۷ خورشیدی  | ۱۳۱۰ خورشیدی | ۳ سال       | رضا شاه پهلوی                           |
| کاظم نوری شیرازی                    | ۱۳۱۰ خورشیدی  | ۱۳۱۲ خورشیدی | ۲ سال       | رضا شاه پهلوی                           |